# 梶原比出樹
梶原 比出樹（かじわら ひでき、1972年 - ）は、日本のクリエイター、イラストレーター。
山梨県南都留郡富士河口湖町出身。全日本仮装大賞の常連出場者として知られる。

## 仮装大賞
出場32回33作品で優勝9回、準優勝2回、第3位1回、部門賞14回、及びグランドチャンピオン大会の3作品で受賞1作品。第51回は個人と2人組で参加。第98回は審査員として出演(当時優勝8回)。
| 放送回  | No. | 作品                 |   | 点数 | 賞             | 備考                                                                             |
| ------- | --- | -------------------- | - | ---- | -------------- | -------------------------------------------------------------------------------- |
| 第39回  | 24  | ハト時計             | ○ | 17点 | ユーモア賞     |                                                                                  |
| 第42回  | 41  | 仕事                 |   | 08点 |                | 床屋のサインポール                                                               |
| 第48回  | 32  | リンボーダンス       | ○ | 19点 |                |                                                                                  |
| 第49回  | 40  | ホタルの光           | ○ | 18点 |                |                                                                                  |
| 第51回  | 25  | ジョーズ             |   | 12点 |                | 個人で出演                                                                       |
| 第51回  | 40  | 打ち上げ花火100連発  | ○ | 20点 | ユーモア賞     | 2人組で出演                                                                      |
| 第52回  | 27  | あん馬               | ○ | 20点 | 優勝           |                                                                                  |
| 第55回  | 29  | 鵜!                  | ○ | 20点 | ファンタジー賞 |                                                                                  |
| 第57回  | 40  | 花火                 | ○ | 19点 | 技術賞         |                                                                                  |
| 第58回  | 36  | ナマケモノ           | ○ | 16点 |                |                                                                                  |
| 第59回  | 36  | ピンクレディー公園   | ○ | 20点 | 演技賞         | [ 3 ]                                                                            |
| 第60回  | 22  | フラミンゴ           | ○ | 20点 | 優勝           |                                                                                  |
| 第61回  | 25  | リオのカーニバル     | ○ | 18点 |                |                                                                                  |
| 第63回  | 25  | 花火だよ!全員集合!!  | ○ | 20点 | 演技賞         |                                                                                  |
| 第64回  | 32  | ラジオ体操           | ○ | 20点 | 優勝           |                                                                                  |
| 第66回  | 25  | 長い夜               | ○ | 15点 |                | 『長い夜』の替え歌で鯉のぼりの仮装                                               |
| 第67回  | 25  | ジュゴン             | ○ | 19点 | ファンタジー賞 |                                                                                  |
| 第69回  | 29  | ピンポン             | ○ | 20点 | 優勝           |                                                                                  |
| 第70回  | 25  | ルパン三世           | ○ | 20点 | 準優勝         |                                                                                  |
| 第72回  | 20  | ゴキブリ             | ○ | 20点 | 技術賞         |                                                                                  |
| 第74回  | 31  | 仁義なき空手道場     | ○ | 20点 | ユーモア賞     |                                                                                  |
| 第78回  | 30  | 僕の彼女が怒った理由 | ○ | 20点 | 準優勝         |                                                                                  |
| 第79回  | 35  | 演歌の男道           | ○ | 20点 | 技術賞         |                                                                                  |
| 第80回  | 30  | 指揮者オランウータン | ○ | 20点 | 優勝           |                                                                                  |
| 第81回  | 33  | ミイラの新体操       | ○ | 20点 | 技術賞         | 18点からトーク中に+2点                                                           |
| 第82回  | 26  | ザ・漫才             | ○ | 20点 | 優勝           |                                                                                  |
| 第85回  | 27  | 家電サーカス         | ○ | 17点 | 技術賞         | 20点満点以外の作品で受賞するのは、第67回以来9年ぶり。                            |
| 第87回  | 34  | カエルの歌           | ○ | 20点 |                |                                                                                  |
| 第90回  | 28  | 自由の女神           | ○ | 20点 | 第3位          | 視聴者投票第2位                                                                  |
| 第91回  | 28  | カルガモの親子       | ○ | 20点 | 優勝           |                                                                                  |
| 第94回  | 29  | ビリヤードの天才     | ○ | 20点 | 優勝+視聴者賞  | 視聴者投票第1位                                                                  |
| 第99回  | 31  | クジャクのプロポーズ | ○ | 20点 | ファンタジー賞 |                                                                                  |
| 第100回 | 32  | 白黒映画             | ○ | 19点 | 優勝           | 梶原チーム初の19点で優勝。20点満点以外の作品で受賞するのは、第85回以来14年ぶり。 |
| GC      | 2   | 仁義なき空手道場     | ○ | 20点 |                | グランドチャンピオン大会。第74回ユーモア賞                                       |
| GC      | 11  | あん馬               | ○ | 19点 |                | グランドチャンピオン大会。第52回優勝                                             |
| GC      | 20  | ピンポン             | ○ | 20点 | オランダ賞     | グランドチャンピオン大会。第69回優勝                                             |

## 参加作品

### 映画
- 浜辺のゲーム（エグゼクティブ・プロデューサー）

### CM
- Pepsi Max（英語版）（演出）

### 舞台
- 大江戸ワハハ本舗・娯楽座（仮装スペシャル演出）
- プルートゥ PLUTO（演出アドバイス）

### MV
- レミオロメン『立つんだジョー』（監修）
- シザー・シスターズ『She's My Man』 (原案)
- ペット・ショップ・ボーイズ『フランボヤント』（仮装大賞の映像を使用）
- MEG『PRECIOUS』

### テレビ
- 世界1のSHOWタイム〜ギャラを決めるのはアナタ〜（第2回・第3回で仮装大賞作品を披露）
- 24時間テレビ 愛は地球を救う40「仮装大賞 24時間テレビ特別編」（指導）
- 欽ちゃん&香取慎吾の第98回全日本仮装大賞（審査員）

### キャラクター
- 富士河口湖町健康のまちづくり計画イメージキャラクター製作